# Carlo Doria
Carlo Doria, primer duque de Tursi (1 de agosto de 1576 - 9 de enero de 1650) fue un general genovés que luchó por España durante la Guerra de Sucesión de Mantua.

## Biografía
Carlo Doria fue el segundo hijo del almirante genovés Juan Andrea Doria.
En 1595, su padre le cedió el Palazzo Doria Tursi en la Strade Nuove de Génova. En 1621, comandó un ala durante la Batalla de Quíos. Dos años más tarde estuvo al mando de la escuadra naval española stuolo o squadra di Genova de Felipe IV, y participó en el Socorro de Génova en 1625.[cita requerida] Fue presidente del Consejo de Italia y comandante de la flota española en Italia. Más tarde fue embajador español en Viena y en la Dieta de Ratisbona en 1630. En 1630 luchó y perdió la batalla de Veillane durante la Guerra de Sucesión de Mantua.